# Huttonsville
Huttonsville är en kommun (town) i Randolph County i West Virginia i USA. Vid 2010 års folkräkning hade Huttonsville 221 invånare.